# En tosset diktator
En tosset diktator (originaltitel Duck Soup) er en amerikansk satirisk komediefilm fra 1933 skrevet af Bert Kalmar og Harry Ruby (med yderligere dialog af Arthur Sheekman og Nat Perrin) og instrueret af Leo McCarey. Filmens hovedroller spilles af de fire Marx Brothers (Groucho, Harpo, Chico og Zeppo (i dennes sidste filmoptræden), og i filmen medvirker tillige Margaret Dumont, Louis Calhern, Raquel Torres og Edgar Kennedy. Filmen blev udgivet af Paramount Pictures den 17. november 1933 som den sidste af de fem Marx Brothers-film, som Paramount Pictures udgav.
I filmen spiller Groucho den nyindsatte præsident for det fiktive land Freedonia. Zeppo er hans sekretær, mens Chico og Harpo er spioner for nabolandet Sylvania. Forholdet mellem Groucho og den sylvanske ambassadør forværres i løbet af filmen, hvilket til sidst fører til krig mellem de to lande.
Sammenlignet med Marx Brothers' tidligere film var En tosset diktator en kommerciel skuffelse, selvom det ikke var den eklatante fiasko, som det nogle gange hævdes. Filmen fik ved udgivelsen blandede anmeldelser. Filmen var den sidste af fem film, som der var indgået kontrakt om mellem Paramount og Marx Brothers, og der var ved produktionens begyndelse dårlig stemning mellem Paramount og Marx Brothers om bl.a. kontraktforhold. Efter filmens udgivelse forlod Marx Brothers Paramount til fordel for Metro-Goldwyn-Mayer.
Ved filmens udgivelse var kritikerne af den opfattelse, at Duck Soup ikke levede op til niveauet for sine forgængere, men siden har stemningen blandt kritikere ændret sig, og filmen har i dag status som en klassiker. Duck Soup er nu blandt mange kritikere og fans bredt anset for at være et mesterværk inden for komediefilm en af Marx Brothers' bedste film. I 1990 anså United States Library of Congress Duck Soup for "kulturelt, historisk eller æstetisk betydningsfuld" og udvalgte filmen til opbevaring i National Film Registry.
Filmen havde dansk premiere den 2. april 1934 under titlen Fire frække fyre - En tosset diktator i Rialto og fik i 1950 genpremiere under samme titel. I 1980'erne fik filmen atter genpremiere, men nu med titlen En tosset diktator.

## Handling
Den velhavende enke Gloria Teasdale (spillet af Margaret Dumont) bliver bedt om at give tyve millioner dollars til den lille, økonomisk trængte nation Freedonia. Hun accepterer, men stiller som betingelse, at Rufus T. Firefly (spillet af Groucho Marx) udnævnes til landets leder. I mellemtiden planlægger ambassadør Trentino fra nabolandet Sylvania at fremprovokere en revolution i Freedonia, således, at Sylvania kan annektere Freedonia. Han sender to spioner, Chicolini og Pinky, til Freedonia for at skaffe information om Firefly. Chicolini og Pinky ender dog med at spionere på den forkerte mand; dette skuffer Trentino, men han indvilliger i at give dem en chance til.
For at indsamle oplysninger om Firefly stiller Chicolini og Pinky (spillet af Chico og Harpo Marx) sig op som jordnøddesælgere uden for Fireflys kontor. Firefly ansætter Chicolini som Freedonias krigsminister. Kort tid efter advarer Fireflys sekretær, Bob Roland (spillet af Zeppo Marx), Firefly om Trentinos plan. Roland råder Firefly til at fornærme Trentino i håb om, at Trentino vil give Firefly en lussing; dette vil give Firefly en undskyldning for at forbyde Trentino at opholde sig i Freedonia. Firefly går med til planen, men efter af have udvekslet en række personlige fornærmelser med Trentino, går planen skævt, da det ender med, at Firefly stikker Trentino en lussing i stedet for at modtage en fra ham. Episoden fører de to lande til randen af krig. Spændingerne bliver ikke mindre af, at både Firefly og Trentino bejler til Mrs. Teasdale i håbet om at erhverve hendes afdøde mands rigdom.
Trentino erfarer fra en sylvanske spion, at Freedonias krigsplaner er i Mrs. Teasdales besiddelse. Han beder spionen om at Chicolini og Pinky med at stjæle krigsplanerne. Chicolini bliver til sidst fanget af Firefly og stillet for retten. Under retssagen får han igen en lussing af Firefly, og Trentino erklærer officielt krig mod Freedonia. Overvældet af begejstring for krigen begynder alle under retssagen at synge og danse. Chicolini og Pinky slutter sig til Firefly og Roland i den kaotiske kamp.
Efter en hård kamp bliver Trentino sat i en gabestok, mens Firefly, Chicolini, Pinky og Roland kaster frugt efter ham. Trentino overgiver sig, men Firefly fortæller ham: "Beklager, du må vente indtil vi er løbet tør for frugt". Mrs. Teasdale synger opstemt den freedonske nationalhymne, og de fire mænd begynder i stedet at kaste den resterende frugt efter hende.

## Medvirkende
- Groucho Marx som Rufus T. Firefly, Freedonias leder
- Harpo Marx som Pinky, en spion for Sylvania
- Chico Marx som Chicolini, en anden spion for Sylvania
- Zeppo Marx som Lt. Bob Roland, Fireflys sekretær
- Margaret Dumont som Mrs. Gloria Teasdale, en rig enke, der finansierer Freedonia
- Louis Calhern som Sylvaniens ambassadør Trentino
- Raquel Torres som Vera Marcal, en femme fatale, der spionerer for Sylvania
- Edgar Kennedy som lemonadesælger

## Produktion

### Udvikling
The Marx Brothers' forrige film, Halløj på Universitetet (originaltitel: Horse Feathers) havde været Paramounts mest indtjenende film i 1932. Foranlediget af successen foreslog studiet den 2. august 1932, at der hurtigt blev sendte en opfølger ud. Allerede på dette tidlige stadium var den nye films historie (med arbejdstitlen Oo La La) henlagt til et fiktivt kongerige. Den 11. august 1932 skrev Los Angeles Times, at produktionen ville begynde fem uger senere under ledelse af den berømte instruktør Ernst Lubitsch.
1932 var en turbulent tid i Marx Brothers' karriere. Depressionen hærgede, og Paramount Pictures var på randen af konkurs. En reorganisering af filmstudiet medførte frygt for, at de penge, som studiet skyldte Marx Brothers ikke ville blive betalt, og som resultat truede brødrene med at forlade Paramount og i stedet danne deres eget selskab, Marx Bros., Inc. Deres første planlagte uafhængige produktion var en filmatisering af den Pulitzer-prisvindende Broadwaymusical Of Thee I Sing instrueret af Norman McLeod, der også forlod Paramount. I slutningen af 1932 og begyndelsen af 1933 arbejdede Groucho og Chico også på Flywheel, Shyster og Flywheel, et radioprogram skrevet af Nat Perrin og Arthur Sheekman; der var endda på et tidspunkt tale om at caste de to som deres radiokarakterer til den nye film, en idé, der senere blev brugt af Perrin i Marx Brothers-filmen Ballade i Butikken (The Big Store) fra 1941.
Den 4. oktober 1932 begyndte Arthur Sheekman, Harry Ruby og Bert Kalmar at skrive manuskriptet til den nye Marx Brothers-film for Paramount. Arbejdstitlen var nu Firecrackers. Herman Mankiewicz skulle stå for produktionen, der var planlagt til at begynde i januar 1933. I december 1932 var Firecrackers blevet til Cracked Ice. I The Marx Brothers Encyclopedia siger Glenn Mitchell, at "der er svært at se, hvad der var indholdet af det første manuskript".
Den 18. januar 1933 indsendte Harry Ruby, Bert Kalmar og Grover Jones deres "Andet foreløbige manuskript" til Cracked Ice, og Paramount annoncerede, at optagelserne ville begynde den 15. februar. I dette manuskript er det grundlæggende plot i Duck Soup på plads. I februar annoncerede Paramount, at titlen var blevet ændret til Grasshoppers ("fordi dyrehistorier er så populære"), og at optagelserne var udskudt til den 20. februar.
Den 11. maj 1933 døde Marx-brødrenes far, Sam "Frenchie" Marx, i Los Angeles, og kort efter blev stridighederne med Paramount forligt. New York Post skrev den 17. maj, at brødrene ville lave en ny komedie for Paramount, kaldet Duck Soup. Leo McCarey var hyret som instruktør på filmen. Manuskriptet til Duck Soup blev færdiggjort den 11. juli 1933 baseret på Ruby og Kalmars udkast til Firecrackers / Cracked Ice, men indeholdt flere elementer.

### Titel
Instruktør McCarey kom angiveligt på titlen til filmen, efter at han tidligere havde brugt den til en tidligere film med Gøg og Gokke. Brugen af en "dyre"-titel var benyttet i tre tidligere Marx Brothers-film, Animal Crackers, Monkey Business og Horse Feathers.
"Duck soup" var på det tidspunkt amerikansk-engelsk slang for noget, der er nemt at gøre. Omvendt betyder "to duck" at undgå noget. Da Groucho Marx blev bedt om en forklaring på titlen, forklarede han: "Tag to kalkuner, en gås, fire kålhoveder, men ingen and, og bland dem sammen. Efter en smagsprøve vil du "duck soup" resten af dit liv." Den indledende scene, der viser ænder svømme i en kedel og kvækker lystigt er også den eneste scene i filmen, der har med ænder og suppe at gøre.
McCarey fandt også på den meget Gøg og Gokke-lignende sekvens, hvor Harpo og Chico iscenesætter et indbrud i fru Teasdales hus. Et andet McCarey-bidrag var "spejlscenen", en genoplivning af en gammel Marx Brothers vaudeville-sketch.

### Spejlscene
I "spejlscenen" udgiver Pinky, forklædt som Firefly, sig for at være Fireflys spejlbillede i et ikke-eksisterende spejl. Han gengiver alle Fireflys bevægelser – inklusive absurde bevægelser – til næsten perfektion. På et tidspunkt bytter de to mænd stilling og introducerer spørgsmålet om, hvem der er refleksionen. Til sidst kommer Chicolini, også forklædt som Firefly, ind i "spejlets" ramme og støder ind i dem begge.
Selvom spejlscenen i Duck Soup er det bedst kendte eksempel, opstod konceptet med spejlscenen ikke i denne film. Harold Lloyd brugte stort set det samme forløb i sin korte The Marathon (1919). Max Linder brugte også formatet i Syv Aars Ulykke (1921), hvor en mands tjenere ved et uheld har knust et spejl og forsøger at skjule det ved at efterligne hans handlinger i spejlets ramme. Charlie Chaplin brugte en lignende joke i Chaplin i Stormagasinet (1916), der dog ikke involverede et spejl.
Scenen er blevet efterlignet mange gange siden; for eksempel i Bugs Bunny-tegnefilmen Hare Tonic, tegnefilmen Mickey Mouse Lonesome Ghosts, The Square Peg (1959), Den lyserøde panter (1963), Tom og Jerry-tegnefilmen Cat and Dupli-cat (1967), Big Business (1988), X-Files- afsnittet "Dreamland" (1998), Garfield: A Tail of Two Kitties (2006) og Family Guy-afsnittet "Road to Germany". Harpo selv lavede en gentagelse af denne scene, klædt i sit sædvanlige kostume, med Lucille Ball også iført paryk og trenchcoat, i I Love Lucy- afsnittet "Lucy og Harpo Marx".

## Modtagelse
Selvom Duck Soup ikke klarede sig så godt som Horse Feathers, var det den sjette-mest indtjenende film i 1933, ifølge The Marx Brothers Encyclopedia og magasinet Monkey Business. Filmens indtjening var imidlertid en skuffelse for Paramount.

En mulig årsag til filmens lunkne modtagelse er, at den blev udgivet under depressionen. Publikum blev overrasket over filmens kynisme i en tid med økonomisk og politisk krise. Ifølge Leonard Maltin i The Great Movie Comedians :
Selv om Monkey Business, Horse Feathers og Duck Soup ser vidunderlige ud i dag, fandt nogle kritikere og biografgængere dem dengang ubehagelige og længtes efter den mere ordnede verden i Hotel 'Kokosnød' med dens musikalske banaliteter. [...] Mange højretænkere lo sig halvt ihjel i 1933 – men et stort antal gjorde ikke. [...] Den marx'ske komedies massive angreb var simpelthen for meget for nogle mennesker.
Flere år efter kommenterede Grouchos søn, Arthur Marx, Irving Thalbergs påstand om, at filmen var en fiasko:
[Thalberg] sagde, at problemet med Duck Soup er, at den har sjove gags, men ingen historie, og der er ikke noget at heppe på. Du kan ikke heppe på Marx Brothers, fordi de er en flok skøre tosser. [Thalberg] siger: "Du skal indsætte en kærlighedshistorie i din film, så der er noget at heppe på, og du er nødt til at hjælpe de elskende med at få hinanden."
De fleste daværende kritikere kunne ikke lide filmen på grund af dens "forældende" syn på politik. Christopher Null mener, at "brugen af Mussolini-typer ikke helt fungerer. Tag komedien, opgiv historien."
Groucho havde oprindeligt ikke høje tanker om filmen. Da han blev spurgt om betydningen af filmens politik, trak Groucho kun på skuldrene og sagde: "Hvilken betydning? Vi var kun fire jøder, der forsøgte at få et grin." Ikke desto mindre var brødrene ekstatiske, da Mussolini anså filmen som en personlig fornærmelse og forbød den i Italien. Beboere i byen Fredonia, New York, protesterede også over filmen, fordi de frygtede, at den brugen af byens navn på den fiktive nation ville skade deres bys omdømme. Marx-brødrene forlagte som svar, at byen skulle ændre sit navn for ikke at skade deres film.
På trods af den lunken kritiske og kommercielle reaktion ved udgivelsen, anses Duck Soup i dag som en klassisk politisk farce. Filmanmelderen Danel Griffin skrev, at Duck Soup er "på niveau med andre krigskomedier som Chaplins Diktatoren og Kubricks Dr. Strangelove, kun lidt mindre insisterende, fordi Duck Soup ikke ser ud til at indse, at den er mere end en uskyldig komdie." En anden filmkritiker, Roger Ebert, skrev, "The Marx Brothers skabte et værk, hvor de enkelte film er som skiver af helheden, men Duck Soup er nok den bedste." Den britiske filmkritiker Barry Norman betragtede Duck Soup som Marx-brødrenes bedste film og medtog den på sin liste over de 100 bedste film i det 20. århundrede.
Filmen oplevede i 1960'erne en fornyet interesse foranlediget af æraens modkultur. Den amerikanske litteraturkritiker Harold Bloom betragter slutningen af Duck Soup som et af de største amerikanske kunstværker fra det 20. århundrede.
I 1990 blev Duck Soup udvalgt til konservering i United States National Film Registry af Library of Congress som værende "kulturelt, historisk eller æstetisk betydningsfuld". På Rotten Tomatoes har filmen en vurdering på 91 % baseret på 55 anmeldelser, med en gennemsnitlig vurdering på 9,2/10. Webstedets kritiske konsensus lyder: "Drevet af inspireret tåbelighed og velsignet med nogle af Marx Brother's mest geniale værker, er Duck Soup en af æraens – eller en hvilken som helst æra – bedste komedier". Det er også en af de tidligste film, der dukkede op på Roger Eberts liste over The Great Movies.

### Indflydelse
United States Library of Congress har tilføjet Duck Soup til National Film Registry, og filmen var inkluderet i både den originale (1998) udsendelse af AFI's 100 Years... 100 Movies og i 2007-opdateringen og i andre af lister over væsentlige amerikanske film udarbejdet af American Film Institute (AFI).
Woody Allen lader filmen indgå i handlingen i Hannah og hendes søstre (1986), da en tilfældig visning af Duck Soup minder Allens karakter om, at livet stadig er værd at leve, hvorefter han opgiver sine selvmordsimpulser. Allens tidligere komedie Bananas (da: Mig og revolutionen, 1971), om fremkomsten af en fiktiv diktator, er blevet kaldt "åndelig efterfølger til Duck Soup."
Duck Soup er også ofte nævnt som en af de store inspirationskilder til den komiske side af The Beatles, og gruppen nævnte selv, at filmen var en inspiration til deres film Help!
Duck Soup har inspireret animationsfilm, hvor tegnefilmserien Animaniacs i afsnittene "King Yakko" og "The Three Muska-Warners" refererer til filmen.Filmen inspirerede også dele af Sacha Baron Cohens film The Dictator fra 2012, og flere kritikkere drog parraleller mellem de to film.